# نيكو إيكوت
نيكو إيكوت مواليد 16 ديسمبر 1970 في بلجيكا، هو دراج بلجيكي سابق في صنف سباق الدراجات على الطريق. فاز ببطولة بلجيكا لسباق الدراجات على الطريق في 2006.

## سباقات أو مراحل فاز بها
| التاريخ        | السباق                               | المركز                  |
| -------------- | ------------------------------------ | ----------------------- |
| 07 مارس 1993   | ثلاثة أيام فلاندرز الغربية 1993      | الفائز في التصنيف العام |
| 29 مايو 1993   | جراند بريكس دو بلومليك-موربيهان 1993 | الخامس في التصنيف العام |
| 08 يونيو 1993  | 1993 Gullegem Koerse                 |                         |
| 13 مارس 1994   | 1994 Omloop van het Waasland         |                         |
| 01 يناير 1995  | 1995 Grote Prijs Stad Zottegem       |                         |
| 24 أغسطس 1995  | 1995 Grote Prijs Lucien Van Impe     |                         |
| 02 سبتمبر 1995 | 1995 Omloop Mandel-Leie-Schelde      | الفائز في التصنيف العام |
| 20 أبريل 1996  | جراند بريكس دو بلومليك-موربيهان 1996 | الثالث في التصنيف العام |
| 03 سبتمبر 1996 | 1996 Izegem Koers                    |                         |
| 20 سبتمبر 1996 | كامبيونشاب فان فلانديرن 1996         | الفائز في التصنيف العام |
| 03 أكتوبر 1996 | باريس بورج 1996                      | الرابع في التصنيف العام |
| 18 سبتمبر 1998 | كامبيونشاب فان فلانديرن 1998         | الفائز في التصنيف العام |
| 14 مارس 1999   | 1999 Omloop van het Waasland         |                         |
| 17 مايو 1999   | 1999 Puivelde Koerse                 | الفائز في التصنيف العام |
| 08 يونيو 1999  | 1999 Gullegem Koerse                 | الفائز في التصنيف العام |
| 01 يناير 2000  | جائزة هيرنينغ الكبرى 2000            |                         |
| 14 مارس 2000   | 2000 Omloop van het Waasland         |                         |
| 17 مايو 2000   | 2000 Puivelde Koerse                 | الفائز في التصنيف العام |
| 15 سبتمبر 2000 | كامبيونشاب فان فلانديرن 2000         | الفائز في التصنيف العام |
| 28 سبتمبر 2000 | 2000 Omloop van het Houtland         | الفائز في التصنيف العام |
| 01 يناير 2001  | 2001 سباق نوكير كويرز                |                         |
| 11 فبراير 2001 | نجم بسجس 2001                        | الفائز في التصنيف العام |
| 28 مارس 2001   | دفارز دور فلاندرز 2001               | الفائز في التصنيف العام |
| 28 يونيو 2001  | 2001 Sint-Elooisprijs                |                         |
| 26 يوليو 2001  | 2001 Grote Prijs Beeckman-De Caluwé  |                         |
| 02 سبتمبر 2001 | غروت بريجس جيف شيرنز 2001            | الفائز في التصنيف العام |
| 04 سبتمبر 2001 | شال سيلس 2001                        |                         |
| 15 سبتمبر 2001 | باريس-بروكسل 2001                    |                         |
| 14 مايو 2003   | 2003 Puivelde Koerse                 | الفائز في التصنيف العام |
| 07 سبتمبر 2003 | غروت بريجس جيف شيرنز 2003            |                         |
| 01 يناير 2005  | طواف أوروبا للدراجات 2005            |                         |
| 23 مارس 2005   | دفارز دور فلاندرز 2005               | الفائز في التصنيف العام |
| 07 يونيو 2005  | 2005 Gullegem Koerse                 |                         |
| 21 يوليو 2005  | 2005 Grote Prijs Beeckman-De Caluwé  | الفائز في التصنيف العام |
| 18 سبتمبر 2005 | جراند بريكس دي إسبيرجوس 2005         | الفائز في التصنيف العام |
| 01 يناير 2006  | Memorial Rik Van Steenbergen 2006    |                         |
| 05 مارس 2006   | ثلاثة أيام فلاندرز الغربية 2006      | الفائز في التصنيف العام |
| 02 سبتمبر 2006 | 2006 Omloop Mandel-Leie-Schelde      |                         |
| 07 سبتمبر 2006 | 2006 Izegem Koers                    | الفائز في التصنيف العام |
| 15 سبتمبر 2006 | كامبيونشاب فان فلانديرن 2006         | الفائز في التصنيف العام |
| 20 سبتمبر 2006 | 2006 Omloop van het Houtland         |                         |
| 12 أكتوبر 2006 | طواف أوروبا للدراجات 2006            | الفائز في التصنيف العام |
| 03 ديسمبر 2006 | 2006 Omloop van het Waasland         | الفائز في التصنيف العام |
| 18 مارس 2007   | 2007 Omloop van het Waasland         | الفائز في التصنيف العام |
| 28 مارس 2007   | دفارز دور فلاندرز 2007               |                         |
| 23 يوليو 2007  | 2007 Grote Prijs Raf Jonckheere      |                         |
| 06 سبتمبر 2007 | 2007 Izegem Koers                    | الفائز في التصنيف العام |
| 26 سبتمبر 2007 | 2007 Omloop van het Houtland         |                         |
| 01 يناير 2008  | 2008 Grote Prijs Marcel Kint         | الفائز في التصنيف العام |
| 09 مارس 2008   | ثلاثة أيام فلاندرز الغربية 2008      |                         |
| 16 مارس 2008   | 2008 Omloop van het Waasland         | الفائز في التصنيف العام |
| 26 مارس 2008   | دفارز دور فلاندرز 2008               |                         |
| 01 يناير 2009  | Memorial Rik Van Steenbergen 2009    |                         |
| 25 مارس 2009   | دفارز دور فلاندرز 2009               |                         |
| 13 مايو 2009   | 2009 Puivelde Koerse                 |                         |
| 27 يوليو 2009  | 2009 Grote Prijs Raf Jonckheere      |                         |
| 18 أغسطس 2009  | غروت بريجس ستاد زوتيجم 2009          | الفائز في التصنيف العام |
| 23 سبتمبر 2009 | 2009 Omloop van het Houtland         |                         |
| 14 مايو 2011   | 2011 Trofee Maarten Wynants          | الفائز في التصنيف العام |
| 07 أكتوبر 2011 | 2011 Zwevezele Koers                 | الفائز في التصنيف العام |
| 09 أبريل 2012  | دوارس دور هيت هاجلاند 2012           |                         |
| 19 يوليو 2012  | 2012 Grote Prijs Beeckman-De Caluwé  |                         |
| 26 أغسطس 2012  | شال سيلس 2012                        | الفائز في التصنيف العام |
| 10 مارس 2013   | 2013 Omloop van het Waasland         |                         |
| 27 أبريل 2013  | 2013 ZODC Zuidenveldtour             |                         |
| 24 أغسطس 2013  | 2013 Omloop Mandel-Leie-Schelde      |                         |

## وصلات خارجية
- الموقع الرسمي

## روابط خارجية
- نيكو إيكوت على موقع الاتحاد الدولي للدراجات (الإنجليزية)
- نيكو إيكوت على موقع أرشيف الدراجات (الإنجليزية)
- نيكو إيكوت على موقع إحصائيات الدراجات الإحترافية (الإنجليزية)
- نيكو إيكوت على موقع نسبة الدراجات (الإنجليزية)
- نيكو إيكوت على موقع CycleBase (الإنجليزية)